# Bombay (chat)
Vous lisez un « bon article » labellisé en 2016.
Pour les articles homonymes, voir Bombay (homonymie).
Le bombay est une  race de chats originaire des États-Unis. Créée en 1965 dans le but d'obtenir une panthère noire miniature, la race est issue de croisements entre american shorthair noirs et burmeses sable. Le bombay est reconnu par les deux registres d'élevage américains les plus renommés, la CFA et la TICA, dans les années 1970. Aux États-Unis et en Europe, la race est de popularité moyenne à faible.
Le bombay est caractérisé par sa robe à poils courts uniformément noire. Le corps, de type cobby, est musclé et compact. Le visage se caractérise par un museau court et renflé avec un stop bien marqué, des oreilles bien espacées. Les yeux, grands, ronds et espacés l'un de l'autre, sont de couleur or à cuivre.
L'entretien du bombay se borne à un brossage et un lustrage régulier de sa fourrure. En France, l'élevage se maintient entre 2003 et 2015 à une cinquantaine de naissances par an.

## Historique

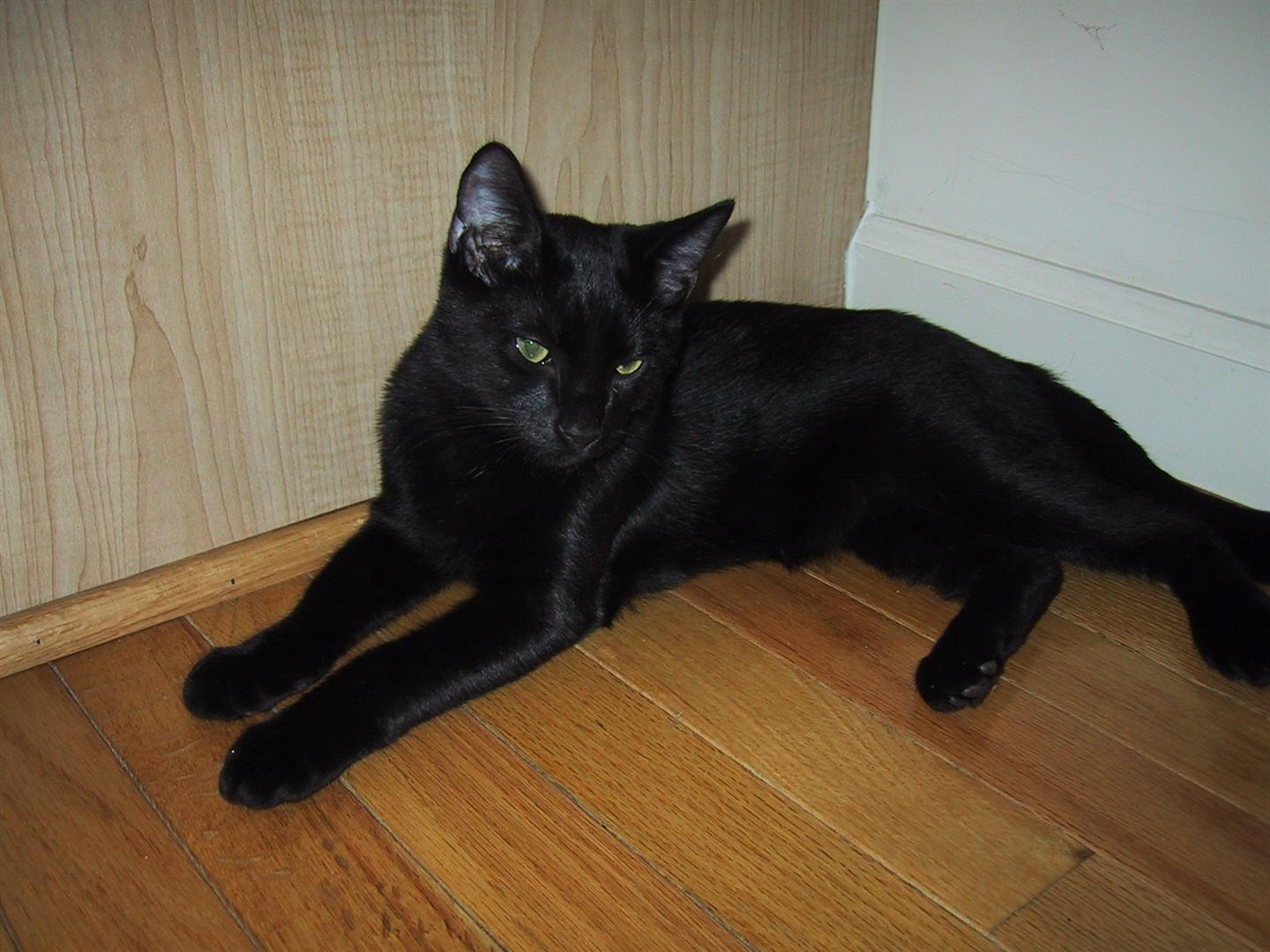
Chaton bombay (entre 3 et 5 mois)

Cette race est créée par Nikki Horner de Louisville, dans le Kentucky (États-Unis) pour ressembler à une panthère noire miniature. Propriétaire de la chatterie Shawnee Cattery depuis 1945, elle y élève des burmeses et des american shorthair.
En 1958, elle croise un american shorthair noir avec un burmese sable, dans le but d'obtenir un chat noir ayant la morphologie du burmese. Les premiers résultats de ses croisements sont décevants, puisque les chatons ont gardé la morphologie de l'american shorthair.
Dans les années 1960, Nikki Horner obtint des chats à l'apparence souhaitée, en croisant notamment un grand champion burmese avec un american shorthair noir. Parmi les différents noms ayant circulé pour décrire la race, le bombay a été nommé « Black Burmese », « mini-panther » et « The patent-leather kid with the new-penny eyes », ce qui peut se traduire par « l'enfant de cuir verni avec des yeux en nouveaux penny ». Le nom de « bombay » est choisi en référence à la ville de Bombay et à la panthère noire que l'éleveuse pense y trouver.
Entre 1966 et 1972, après 27 portées totalisant plus d’une centaine de chatons, Nikki Horner est satisfaite du bombay. L'apparence du bombay a été légèrement modifiée, notamment pour la forme de la tête, qui s'est éloignée de celle du burmese américain.
Aux États-Unis, la CFA reconnaît la race en 1976, puis la TICA dès sa création en 1979. La race est rare, même aux États-Unis : selon les statistiques de la CFA, le bombay est la 35e race la plus populaire en 2014 sur 43 races. En Europe, les premiers élevages de qualité selon Christiane Sacase sont des élevages suisses. En France, avec une moyenne de cinquante bombays enregistrés chaque année, la race est la 32e race la plus populaire en France sur un total de 55 races en 2015.
En Europe, le bombay n'est reconnu ni par la Fédération internationale féline, ni par le Governing Council of the Cat Fancy.

## Standards
En dehors de la couleur de la robe et des yeux, le standard du bombay est identique avec celui du burmese américain pour le LOOF et la TICA,.

### Corps

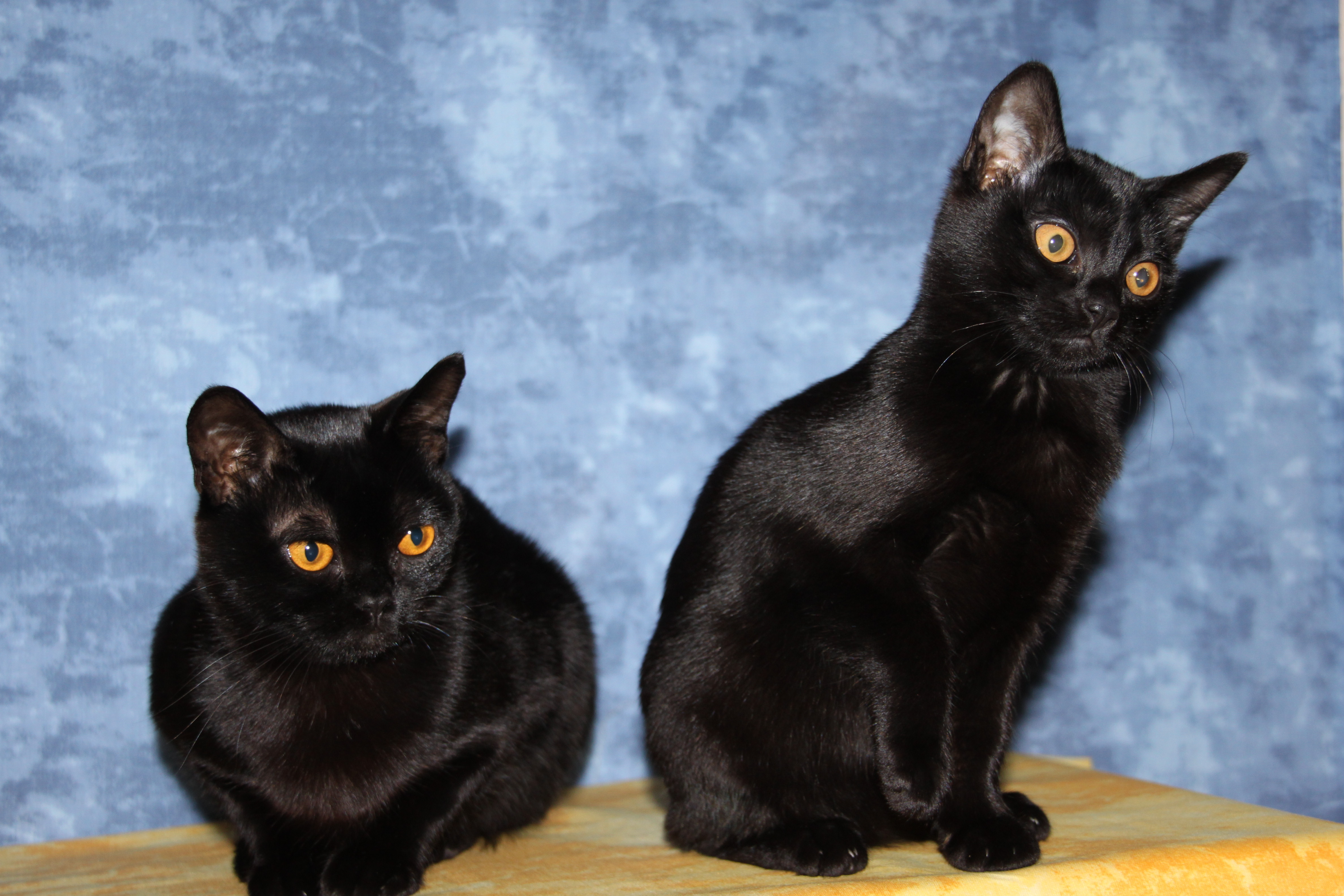
Le bombay est reconnaissable à son corps compact, de type bréviligne (cobby).

Le bombay est un chat de taille moyenne avec un corps compact de type cobby, une forte musculature et une ossature puissante. Lorsqu'on le porte, on peut être étonné de son poids par rapport à sa taille. Pour le LOOF et la TICA, sa morphologie ne doit en aucun cas rappeler l'exotic shorthair, qui est un défaut éliminatoire en exposition,.
Le chat bombay pèse en moyenne 2,7 à 3,7 kg chez les femelles et les mâles pèsent en moyenne 3,6 à 4,5 kg.
L'encolure est bien développée, la cage thoracique ouverte. Les hanches et les épaules sont arrondies. La longueur des pattes est proportionnée avec le corps et les pieds de taille moyenne et arrondis. La queue est d'une longueur moyenne se terminant par un bout arrondi : elle ne doit jamais être portée en fouet comme chez l'oriental,,,,,.

### Tête
La tête est de taille moyenne et de forme arrondie. De profil, on peut observer un front bombé et le stop du nez modérément marqué. Le front plat donne des pénalités en exposition. On ne doit pas pouvoir observer de faces planes. Le nez est légèrement busqué et renflé, le stop ne doit pas être trop prononcé, former comme une cassure, et gêner la respiration. Le museau, de forme ronde, est court et large avec un menton ferme, également rond et sans prognathisme ou protubérance. Les yeux sont ronds, grands et bien espacés. Ils sont de couleur cuivre à doré, le cuivre étant préféré par le LOOF, les autres fédérations insistant sur l'intensité de la couleur qui doit être profonde. Les yeux verts ou protubérants sont éliminatoires en exposition. Les oreilles sont d'une taille moyenne, bien espacées sur la tête et inclinées vers l'avant avec un bout arrondi et une base large. L'absence de poils entre la paupière supérieure et l’intérieur de l’oreille est tolérée,,,,,.

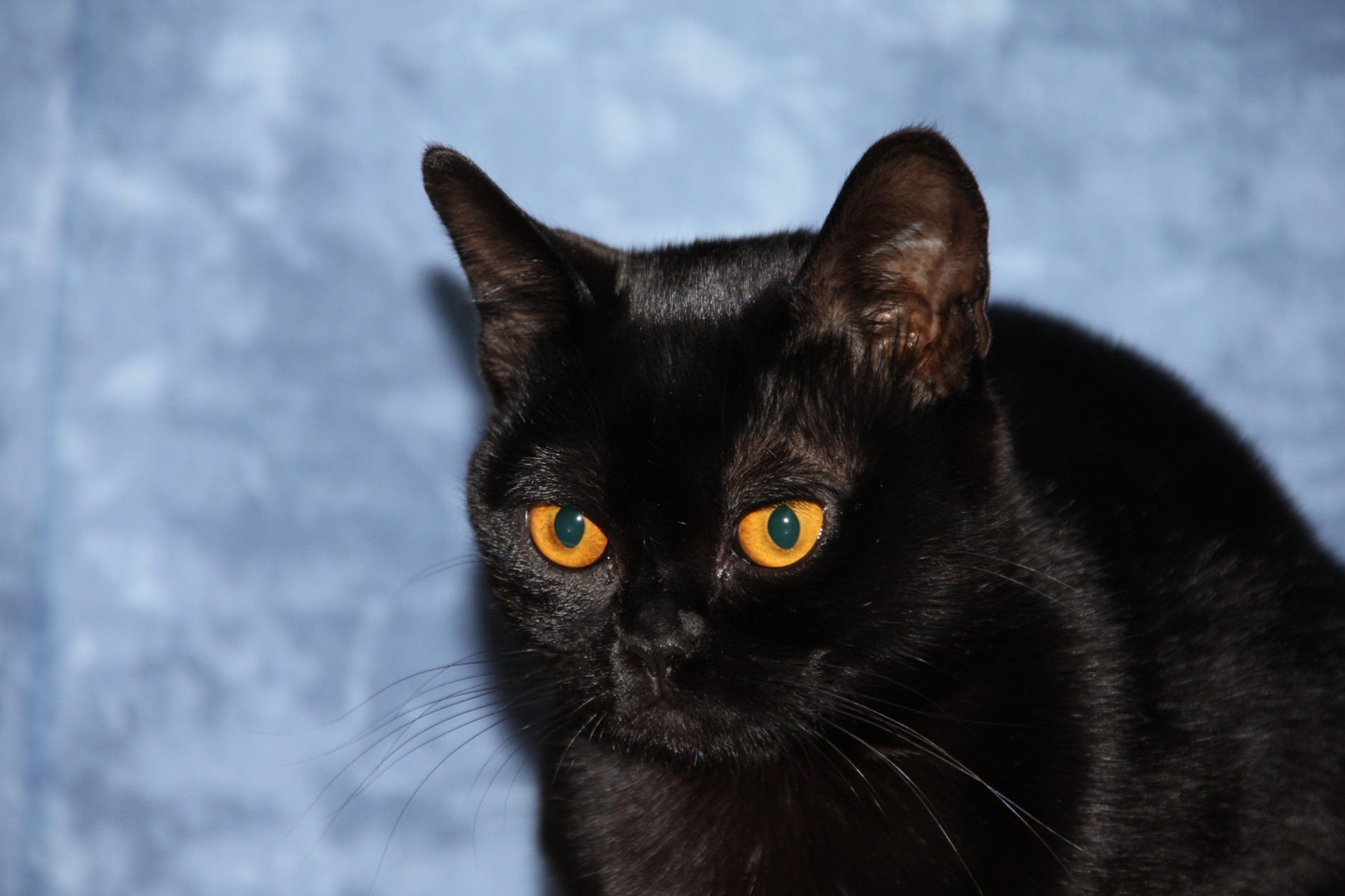
La tête est ronde, avec des yeux cuivre ronds et bien espacés.
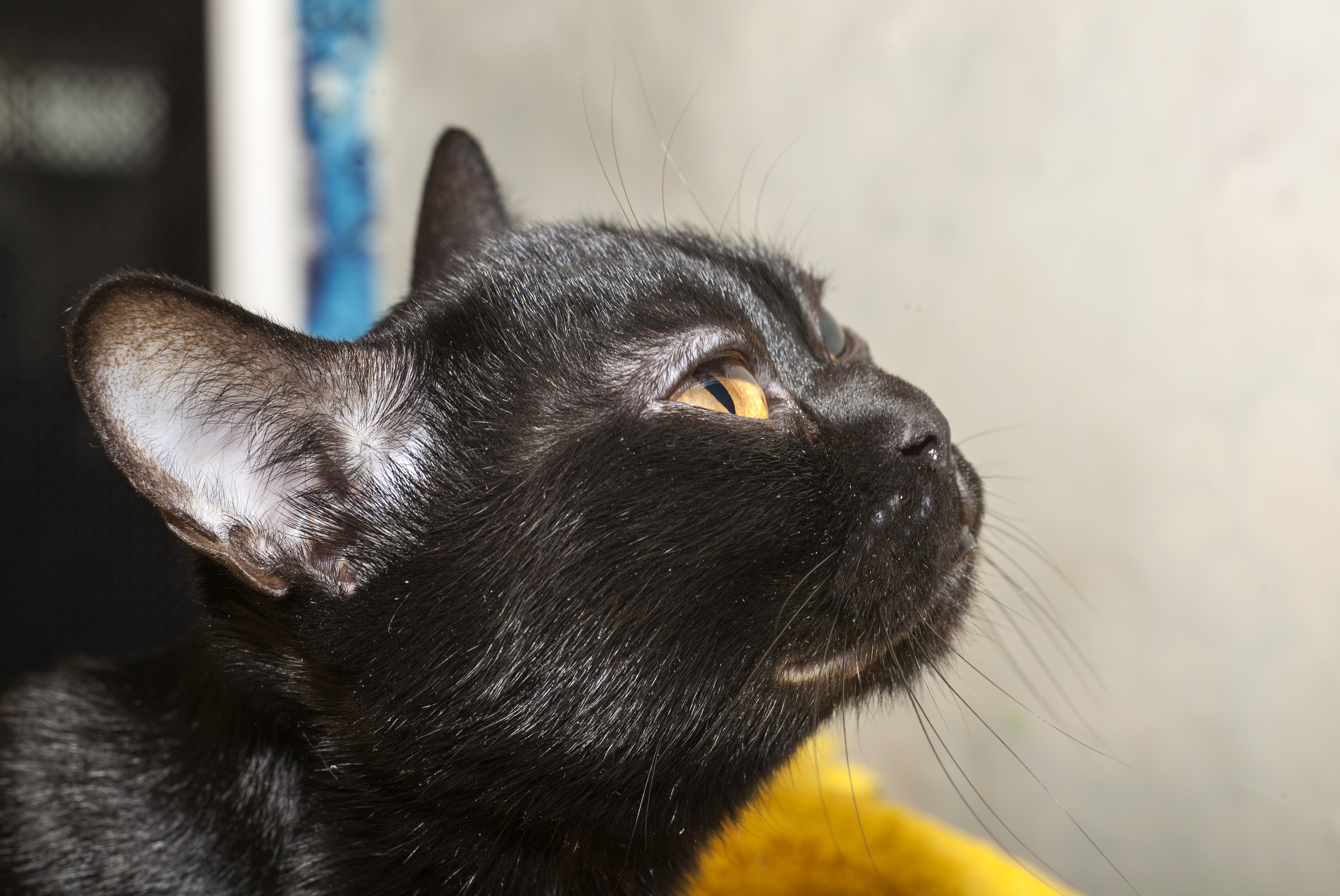
Le museau est court et bombé, avec un stop marqué.

### Robe
Seul représentant à robe unie du groupe des asians, le bombay a une fourrure courte, extrêmement fine et brillante et d'aspect satiné. Le noir de jais, uniforme sur tout le corps et la longueur du poil, est la seule couleur autorisée. Chez le chaton, il est toléré de légères variations de couleur. Une texture de poil grossière entraîne des pénalités en exposition tandis que la présence de taches blanches est un défaut éliminatoire,,,,,.

### Mariages autorisés
Seuls les mariages avec les burmeses américains de couleur noir sépia sont autorisés par le LOOF. La Cat Fanciers' Association et l'Australian Cat Federation autorisent également les mariages avec les american shorthair noirs,. La TICA interdit tous les croisements extérieurs.

## Caractère

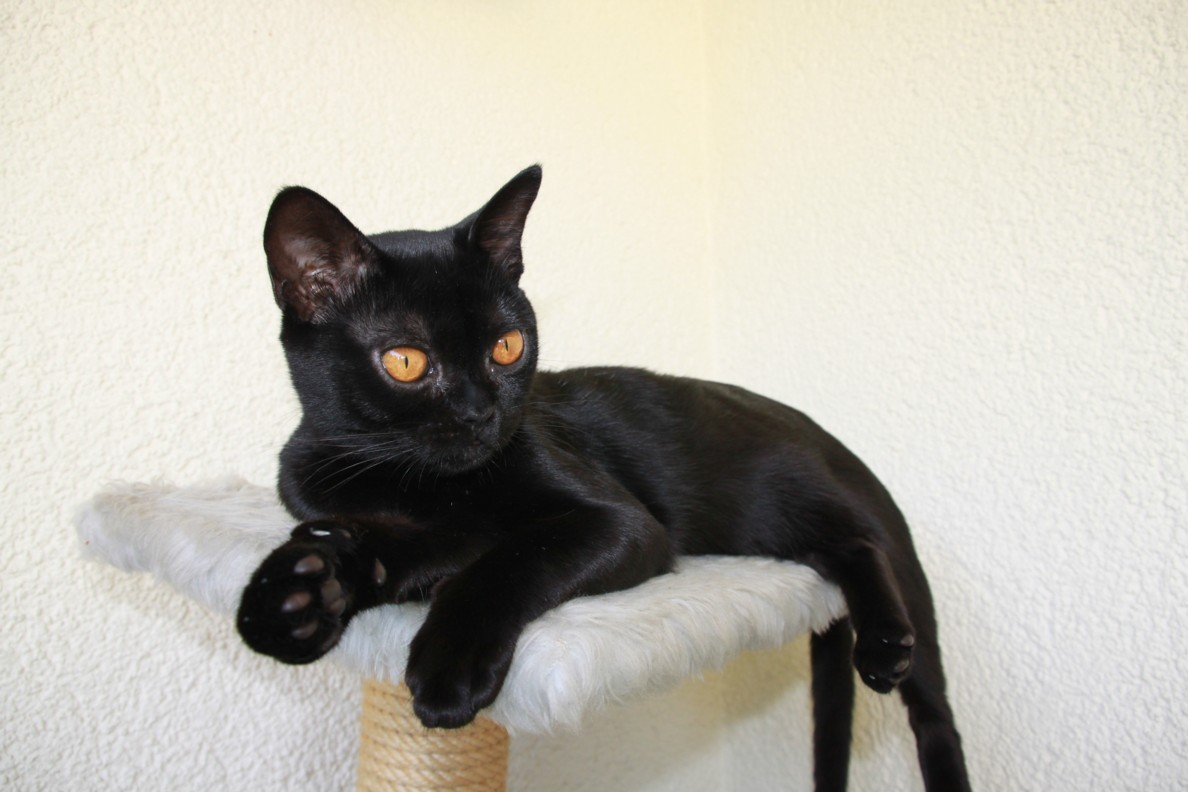
Bombay sur un arbre à chat.

Les traits de caractère ne sont pas décrits dans les standards et constituent des tempéraments généralement observés chez la race.

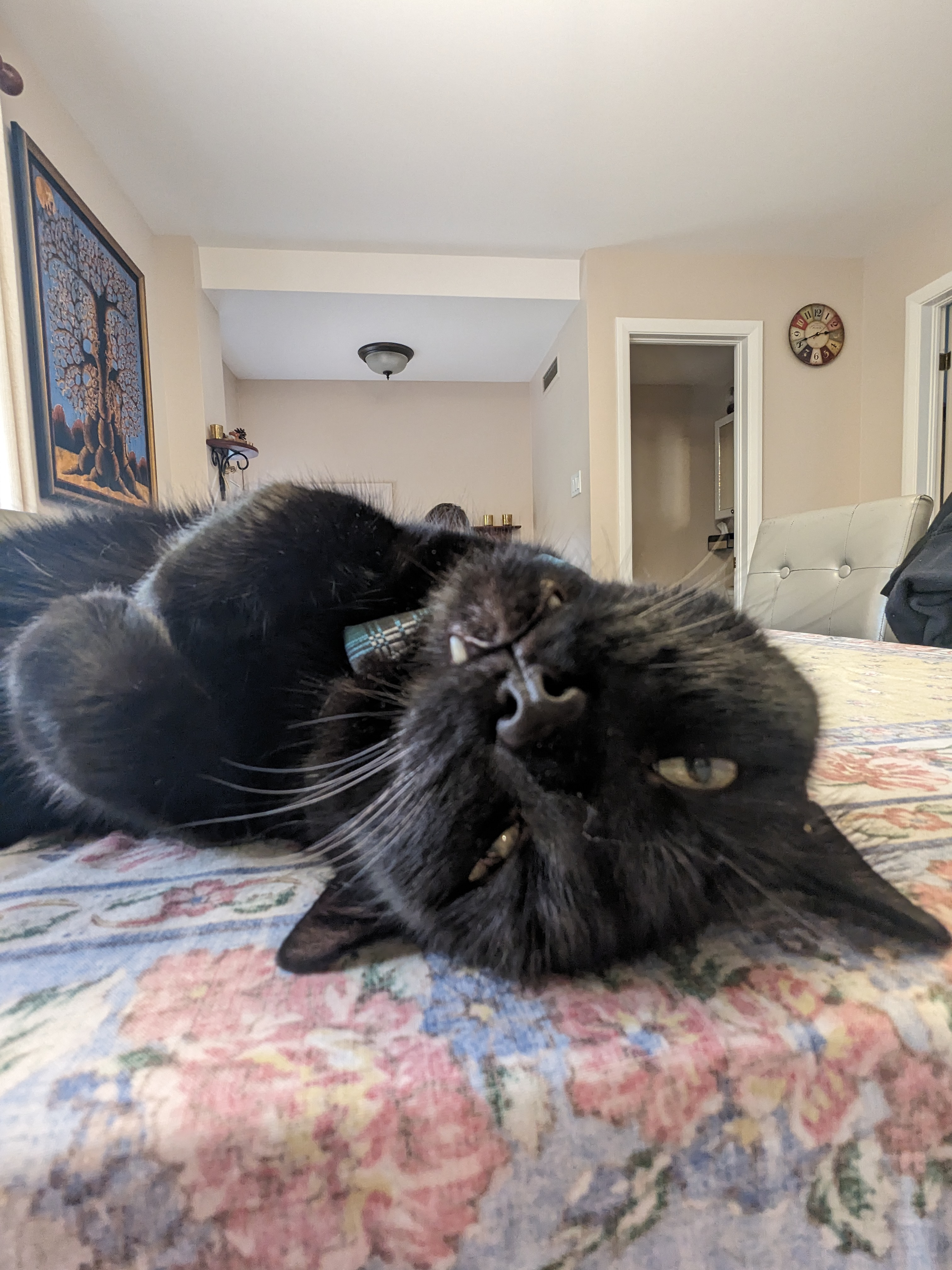
Chat bombay en mode joueur

Selon Bruce Fogle, le bombay est un chat très sociable qui recherchera le contact humain pour se réchauffer. Sa voix serait agréable. Selon Christiane Sacase, le bombay est un chat casanier, sociable, très joueur et agile et moins bavard que le burmese. Il aimerait les enfants et les chiens, et saurait rapporter des objets et se promener en laisse. Desmond Morris relève plusieurs termes récurrents pour décrire le bombay : confiant, gentil, bavard avec une voix douce, intelligent, sensible, actif, joueur, amical et patient.

## Élevage

### Liens avec d'autres races
Au Royaume-Uni, « bombay » désigne les asians noirs à poil court,. De nombreuses autres races sont comparées à des panthères miniatures : le bengal ou le serengeti par exemple. Le bombay a été utilisé en croisement pour former le bengal.

### Association d'élevage
Aux États-Unis, deux associations sont relevées : The Bombay Connection et l'International Bombay Society. En France, il existe deux associations d'éleveurs de burmeses américains et de bombay : l’Association des Amoureux des Bombays et des Burmèses et le Bombay Burmese Club de France.

### Entretien
Le bombay nécessite un brossage régulier en période de mue. Un lustrage hebdomadaire de sa fourrure au gant de toilette permet de la garder brillante. Selon le LOOF, la couleur du bombay ne risque pas de roussir au soleil, comme les autres chats à robe noire.

### Reproduction
En France, les statistiques sont gérées par le LOOF. Les standards du bombay et du burmese américain étant liés, en dehors du nombre d'enregistrements, les statistiques sont publiées en commun, sans possibilité de séparer les deux races. Entre 2003 et 2015, la taille des portées du bombay et du burmese américain est en moyenne de 3,06 chatons avec un taux de consanguinité de 9,69 % par chaton. Quatre étalons et onze femelles contribuent à plus de la moitié des naissances. 19 éleveurs ont enregistré une portée entre 2014 et 2015.

### Source
- (en) Cet article est partiellement ou en totalité issu de l’article de Wikipédia en anglais intitulé « Bombay cat » (voir la liste des auteurs).